# Stazione di Minami-Kusatsu
La stazione di Minami-Kusatsu (南草津駅?, Minami-Kusatsu-eki) è una stazione ferroviaria della città di Kusatsu, nella prefettura di Shiga in Giappone. La stazione è gestita dalla JR West.

## Struttura
La stazione è costituita da due piattaforme a isola con 4 binari in superficie al livello del terreno.
| 1 | ■ Linea JR Biwako | Alcuni treni per Kyoto e Osaka |
| 2 | ■ Linea JR Biwako | per Kyoto e Ōsaka              |
| 3 | ■ Linea JR Biwako | per Kusatsu e Maibara          |
| 4 | ■ Linea JR Biwako | per Kusatsu e Kibukawa         |

## Stazioni adiacenti
| «                                          | Servizio                                   | »                                          |
| Linea principale Tōkaidō (Linea JR Biwako) | Linea principale Tōkaidō (Linea JR Biwako) | Linea principale Tōkaidō (Linea JR Biwako) |
| ------------------------------------------ | ------------------------------------------ | ------------------------------------------ |
| Kusatsu                                    | Locale                                     | Seta                                       |
| Kusatsu                                    | Rapido Speciale                            | Ishiyama                                   |